# Уэст, Джейн
Джейн Уэст (англ. Jane West, урождённая Айлайффи; англ. Iliffe; 30 апреля 1758 – 25 марта 1852, известная также под псевдонимами Пруденция Хомспан и Миссис Уэст) — английская писательница.

## Биография
Джейн Уэст родилась в Лондоне в семье Джейн и Джона Айлайффи. Позже семья переехала в город Десборо. К 1783 году она вступила в брак с Томасом Уэстом (ум. 1823), фермером из местечка Литтл-Боуден в Лестершире. У них было трое сыновей: Томас (1783–1843), Джон (1787–1841), и Эдвард (1794–1821). По переписке Джейн Уэст познакомилась с известным писателем и клириком епископом Перси, с которым встретилась в 1810 году.   Джейн Уэст скончалась в Литтл-Боудене на 94 году жизни.

## Творчество
Джейн Уэст писала стихи, пьесы и романы. При своём консерватизме она выступала за расширение образования для женщин. Наиболее известна она своим романом "История одного слуха" (A Gossip's Story, 1796), который во многом вдохновил Джейн Остин на написание романа «Чувство и чувствительность». Как и роман Остин, роман Уэст изображает двух сестёр, из которых одна - романтичная и эмоциональная (её зовут так же, как героиню Джейн Остин - Марианна), другая - рациональная и разумная.
Остин с иронией относилась к нравоучительному творчеству Уэст. Своей сестре Кассандре она писала:
Как же эта добрая Миссис Уэст смогла написать такие Книги и запомнить столько сложных слов со всеми своими семейными заботами - удивляет ещё более! Мне кажется, что сочинять невозможно, когда голова у тебя полна Бараньими Ногами и порциями ревеня. 

Как отмечают литературоведы, сама Уэст позднее вдохновилась романом Остин "Эмма" в своём последнем романе "Рингроув, или Старомодные понятия" (Ringrove; Or, Old-Fashioned Notions, 1827): герои носят похожие имена (Эмма, Харриет) и в книге встречаются схожие сюжетные повороты 

## Произведения

### Романы
- The Advantages of Education, or The History of Maria Williams (as "Prudentia Homespun", 2 vols, 1793)
- A Gossip's Story, and a Legendary Tale (as "Prudentia Homespun", 2 vols, 1796)
- A Tale of the Times (3 vols, 1799)
- The Infidel Father (3 vols, 1802)
- The Refusal (1810)
- The Loyalists: an Historical Novel (1812)
- Alicia de Lacy: an Historical Romance (4 vols., 1814)
- Ringrove, or, Old Fashioned Notions (1827)
- The Sorrows of Selfishness (children's story, as "Prudentia Homespun")

### Нравоучительная литература
- Letters to a Young Man (3 vols, 1801)
- Letters to a Young Lady (1806)

### Поэзия
- Miscellaneous Poetry, Written at an Early Period of Life (1786)
- The Humours of Brighthelmstone: a Poem (1788)
- Miscellaneous Poems, and a Tragedy(as Edmund, York, 1791)
- An Elegy on the Death of the Right Honourable Edmund Burke (1797)
- Poems and Plays (Vols 1 and 2, 1799, 3 and 4, 1805)
- The Mother: a Poem in Five Books (1799)

### Другие произведения
- Select Translations of the Beauties of Massillon (1812)
- Scriptural Essays Adapted to the Holy Days of the Church of England (2 vols, 1816)